# Mega Mindy en het Zwarte Kristal
Mega Mindy en het Zwarte Kristal is de tweede speelfilm over de fictieve superheldin Mega Mindy. Mega Mindy is een succesvolle jeugdserie op Ketnet, een productie van Studio 100.

## Verhaal
Boef Axel is op zoek naar het zwarte kristal in de woestijn van het denkbeeldige sultanaat Zahambra. Daar is honderden jaren geleden het zwarte kristal op aarde gestort. Wie deze meteoriet in handen krijgt kan van alles een ‘slechte kopie’ maken. Een zeer gevaarlijke steen, maar niemand weet waar het zwarte kristal verborgen is.
In een race proberen Mieke, Toby en de anderen om als eerste het zwarte kristal te vinden en het zo uit handen van bandieten te houden. Ze willen het zwarte kristal gebruiken om een slechte kopie van Mega Mindy te maken. Ze krijgen hulp van Klaus, een jeugdvriend van Opa Fonkel. Helaas blijkt Klaus een verrader te zijn, daar komen Mieke en de anderen achter als ze vastzitten in een waterput midden in de woestijn. Mieke kan de anderen en zichzelf bevrijden door een speld aan de tulband van de sultan. Als ze weer thuis zijn, volgt er nog een strijd tussen Mega Mindy en de drie Zwarte Mega Mindy's, die door toedoen van commissaris Migrain per ongeluk verschijnen. Mega Mindy maakt de duplicator stuk, dat is het apparaat dat de kopie van Mega Mindy heeft. 

## Rolverdeling
| Acteur          | Personage                              | Rolbeschrijving                                                                   |
| --------------- | -------------------------------------- | --------------------------------------------------------------------------------- |
| Free Souffriau  | Mieke, Mega Mindy en Zwarte Mega Mindy | Probeert de boef te stoppen om de stad te beschermen.                             |
| Louis Talpe     | Toby                                   | Gaat samen met de anderen op zoek naar het zwarte kristal.                        |
| Nicky Langley   | Oma Fonkel                             | Als de anderen naar de Sultan gaan gaat zij bij de commissaris blijven als agent. |
| Fred Van Kuyk   | Opa Fonkel                             |                                                                                   |
| Anton Cogen     | Commissaris Migrain                    |                                                                                   |
| Levi van Kempen | Boef Axel Wolfs                        | Maakt een slechte kopie van Mega Mindy.                                           |
| Hero Muller     | Klaus                                  | Jeugdvriend van Opa Fonkel en gaat de anderen helpen.                             |
| Urbanus         | Sultan van Zahambra                    | Is verliefd geworden op Mieke.                                                    |

## Achtergrond
Mega Mindy en het Zwarte Kristal had al in het voorjaar van 2010 in de zalen moeten lopen, maar door de zwangerschap van hoofdrolspeelster Free Souffriau waren de opnamen (gepland in augustus 2009) uitgesteld tot 8 mei 2010.
Begin mei begon men met de opnamen in Zuid-Spanje. Voor de opnamen van de film zou Studio 100 voor het eerst in de geschiedenis opnemen buiten de Benelux. Een deel van de film werd opgenomen in het Spaanse Almería en in de woestijn in het nabijgelegen Tabernas. In de film stelt dit het verre Oosten voor. De rest van de opnamen vond plaats in de studio's en in enkele Vlaamse steden, waaronder de stad Lier. Tevens werden er opnames voor de film gemaakt in de Mergelgroeve van Kanne.

## Trivia
- Louis Talpe moest heen en weer vliegen tussen België en Almería omdat hij meedeed aan een seizoen van Sterren op de Dansvloer. Zijn danspartner Leila Akcelik heeft een cameo in de film als een van de vrouwen in de harem van de sultan.